# Владимир Каптиев
Владимир Николов Каптиев е български футболист, който играе за ОФК Ботев (Ихтиман) като нападател. Роден е на 14 юли 1987 г. Висок e 182 см. Юноша на Пирин (Благоевград).